# Elaphoglossum lepidothrix
Elaphoglossum lepidothrix är en träjonväxtart som beskrevs av John T. Mickel. Elaphoglossum lepidothrix ingår i släktet Elaphoglossum och familjen Dryopteridaceae. Inga underarter finns listade.